# William Lloyd George (3e vicomte Tenby)
William Lloyd George, 3e vicomte Tenby (né le 7 novembre 1927 et mort le 12 juin 2023), est un pair britannique et ancien officier de l'armée. Il est l'un des 90 pairs héréditaires élus pour rester à la Chambre des lords après l'adoption de la House of Lords Act 1999 jusqu'à sa retraite en 2015.

## Biographie
Tenby est le fils de Gwilym Lloyd George, 1er vicomte Tenby, et d'Edna Gwen de Jones. Il fait ses études au Eastbourne College et au St Catharine's College, Cambridge, où il obtient un diplôme de BA en 1949. Son père est un homme politique national libéral qui est ministre de l'Intérieur sous Winston Churchill et Anthony Eden. Le grand-père paternel du 3e vicomte Tenby est David Lloyd George, premier ministre libéral (1916–1922), qui est auparavant chancelier de l'Échiquier 1908–1915; ainsi lui et ses héritiers sont aussi héritiers potentiels de ce comté. Son frère aîné, le capitaine David Lloyd George, sert pendant la Seconde Guerre mondiale et devient 2e vicomte Tenby en 1967. Il est décédé célibataire le 4 juillet 1983 à l'âge de 60 ans.
Depuis 1955, Tenby est marié à Ursula Diana Ethel Medlicott, fille du lieutenant-colonel Henry Edward Medlicott DSO . Ils ont deux filles et un fils: Timothy Lloyd George, Sara  et Clare . Tenby quitte la Chambre des lords le 1er mai 2015 , une décision devenue possible avec la House of Lords Reform Act 2014. La retraite de Tenby en tant que pair héréditaire crossbench déclenche une élection partielle, qui est remportée par Jeffrey Evans, 4e baron Mountevans.